# 陀尼
陀尼（芬蘭語：Tuoni）是芬蘭神話的陀涅拉（地府）之神，是黑暗的化身，陀涅塔的丈夫，羅薇塔等之父。在人類形態時，是一位老人，每隻手各有三個手指，戴著一頂黑暗的帽子。

## 备注
在孙用的中文《卡勒瓦拉》译本（1985年）里，译为“多尼”，解释为“地府之神，即玛纳（Mana）”。译为“多讷拉”，解释为“阴间，即玛纳拉（Manala）”。译为“多讷达尔”，解释为“多尼之女，多讷拉之女神”。

## 脚注
1. ↑  Parker, Janet; Stanton, Julie (编). . Global Book Publishing. 2004: 253. ISBN 9780785817901.
2. ↑  Bonser, Wilfrid. . Folklore. 1928, 39 (4): 344–358. JSTOR 1255969. doi:10.1080/0015587X.1928.9716794.
3. ↑  孙用（译者）. . 北京: 人民文学出版社. 1985年 （中文）. 书号为10019-3180